# لیبرتی مموریال

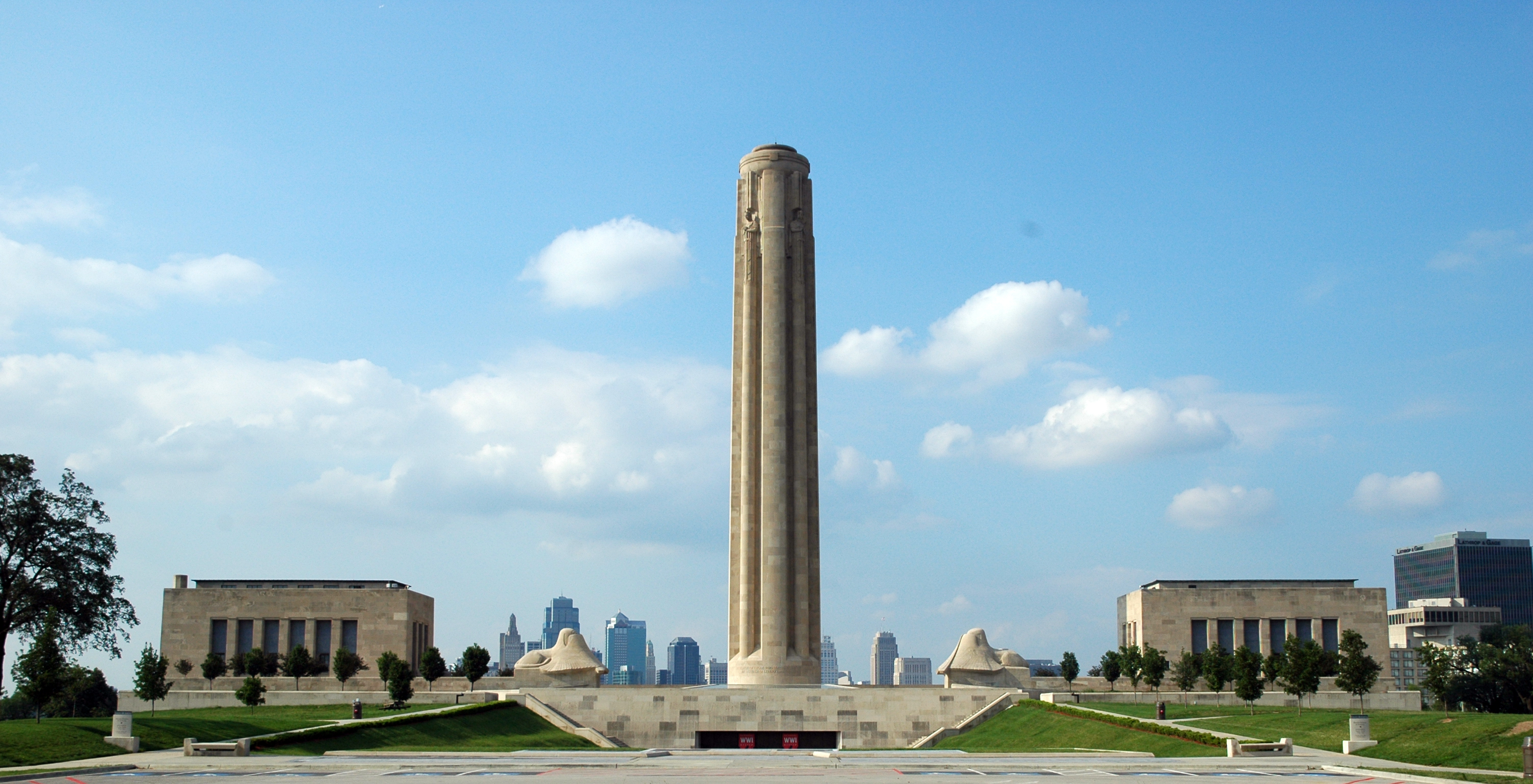

لیبرتی مموریال یا یادبود آزادی (به انگلیسی: Liberty Memorial) از بناهای مشهور شهر کانزاس سیتی در آمریکا است. این بنا قسمتی از موزه و یادبود ملی جنگ جهانی اول می‌باشد.

## مشخصات
این بنای مرمری در محوطه‌ای در کراون سنتر و در کرانه ایستگاه راه آهن مرکزی شهر قرار دارد و به سبک معماری مصری متجدد (Egyptian Revival) بنا گردیده.
این بنا که در ۱۹۲۶ میلادی افتتاح گردید، در زمره آثار میراث ملی ثبت شده است.

## نگارخانه

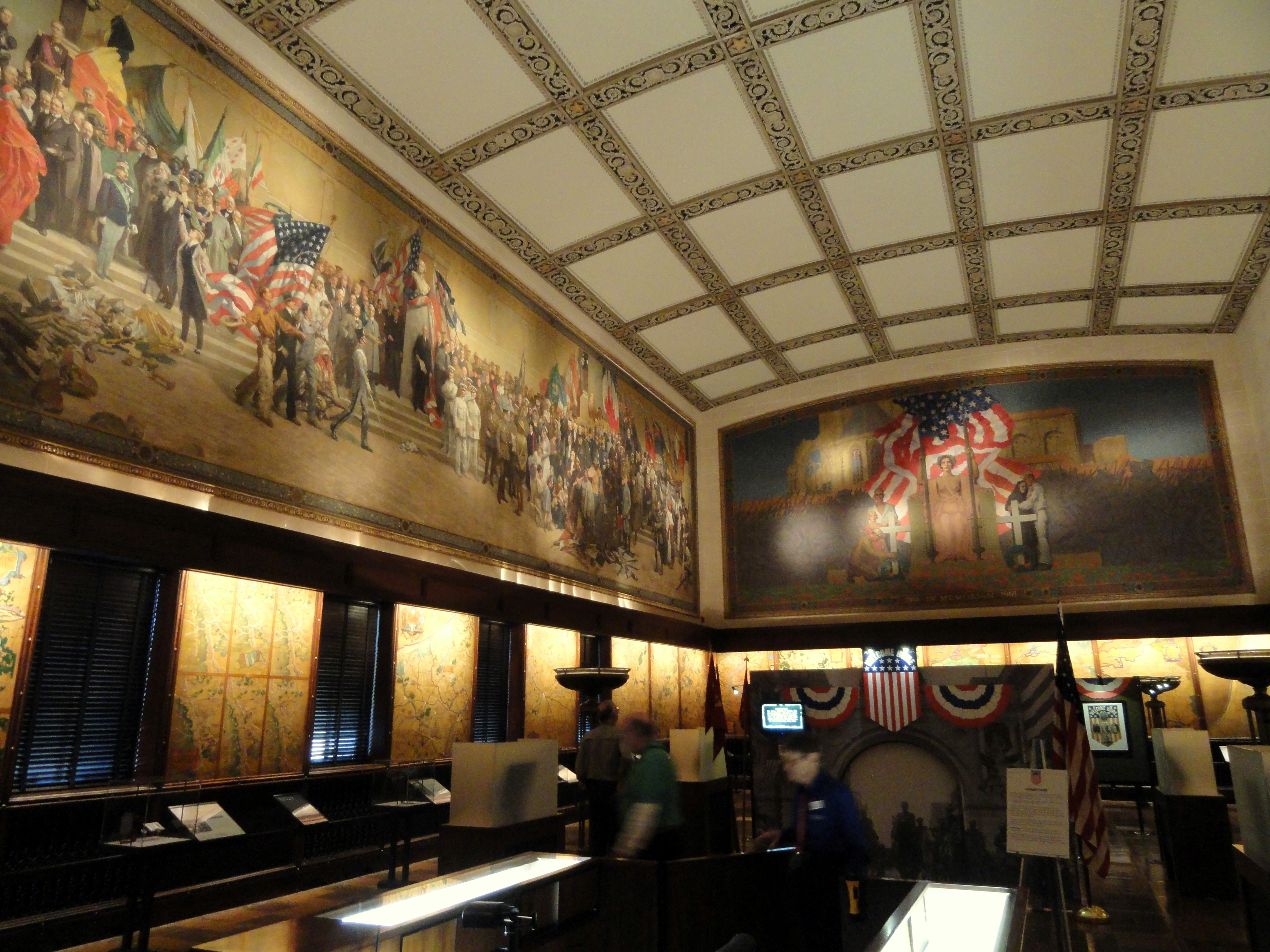
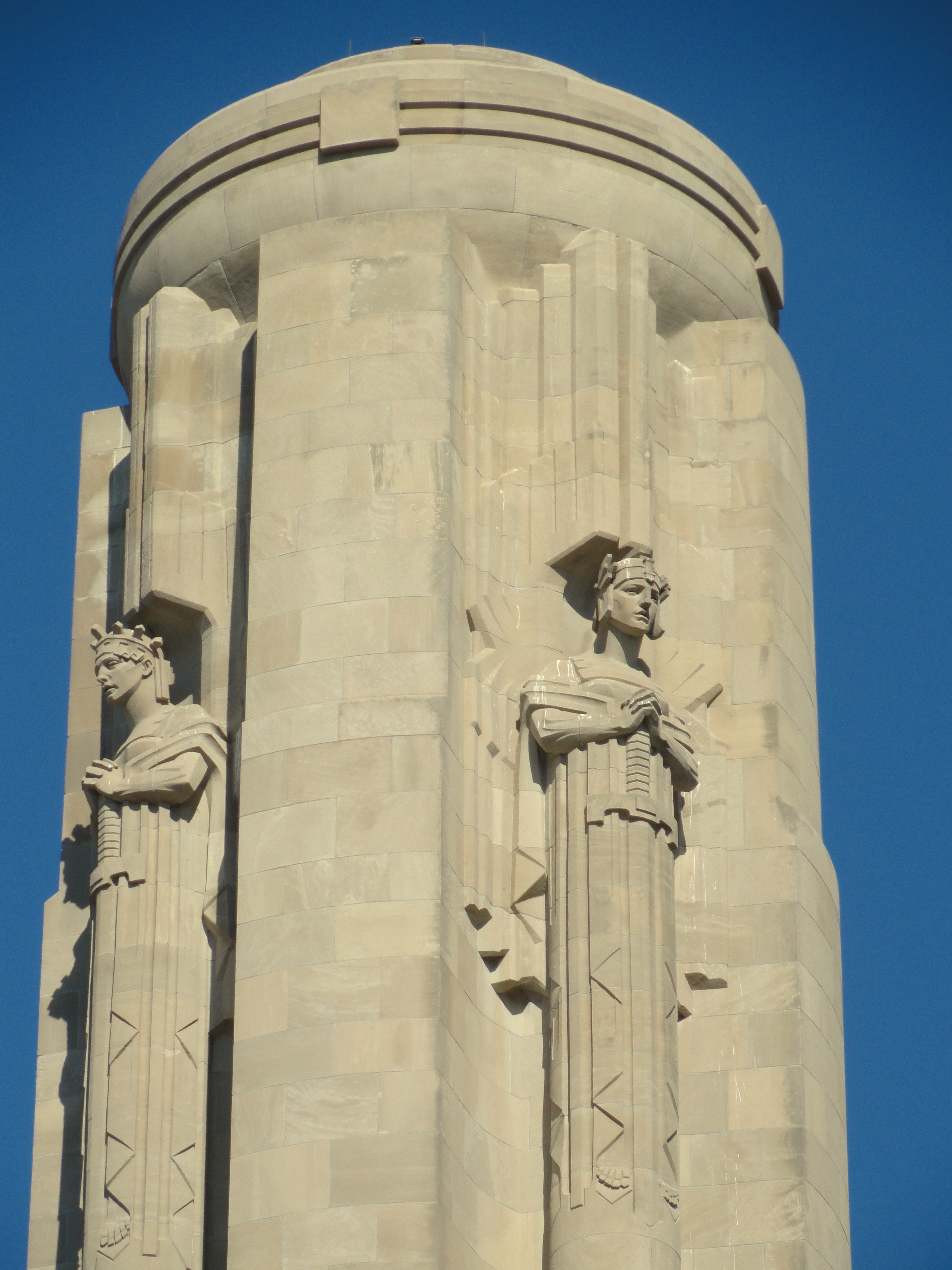
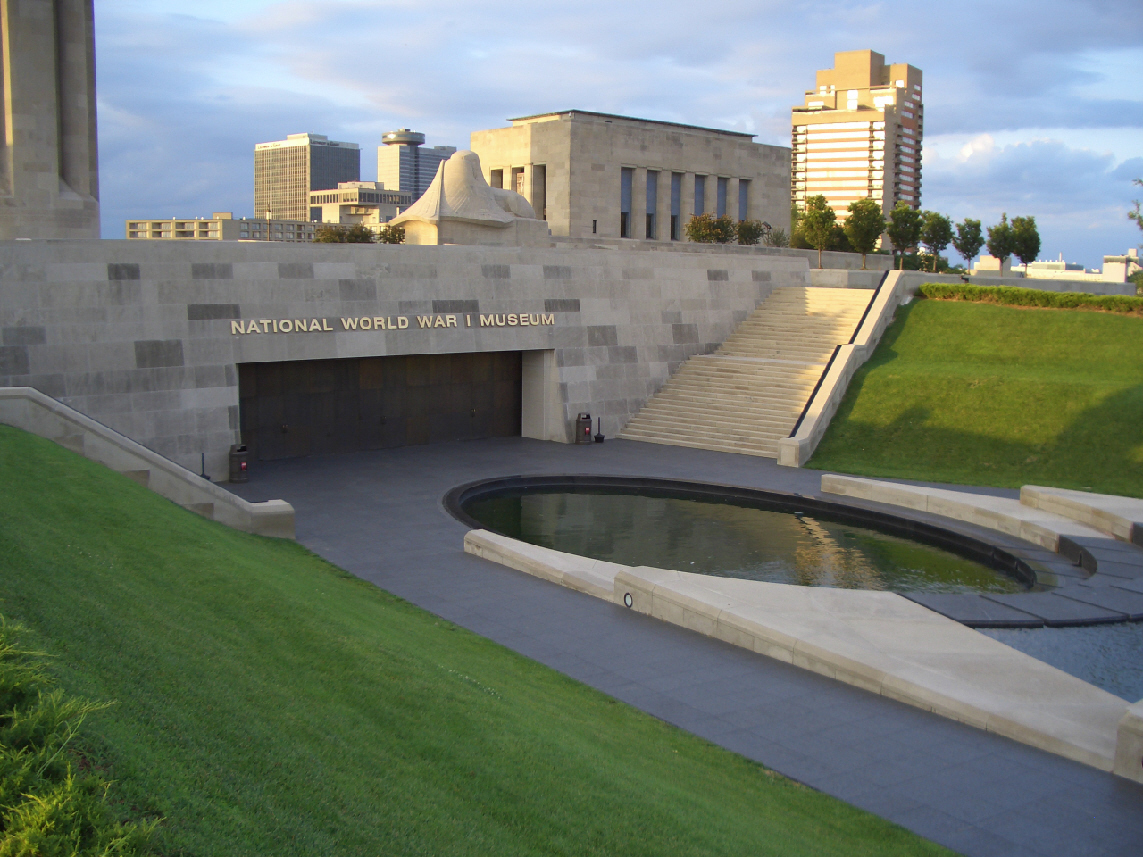
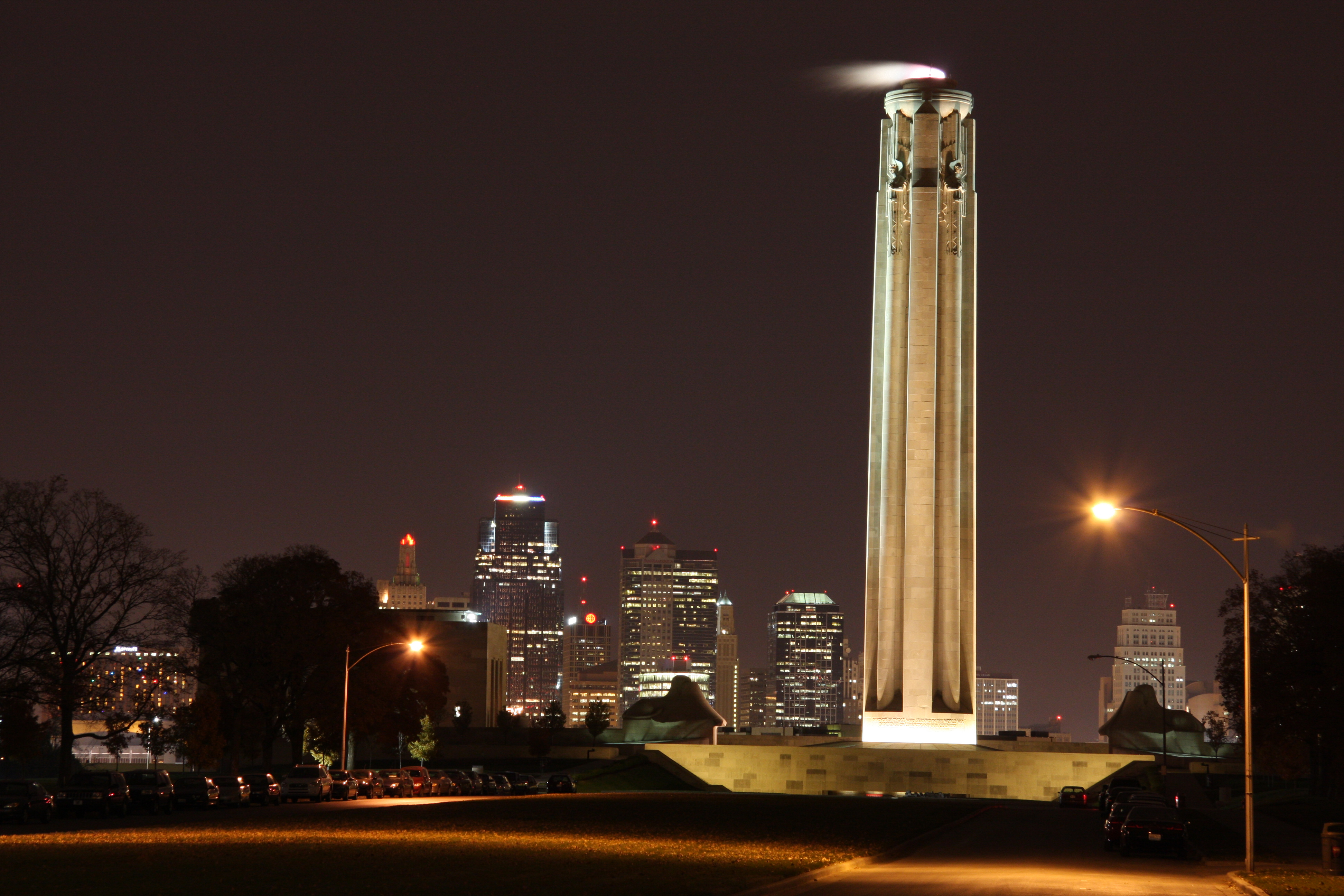
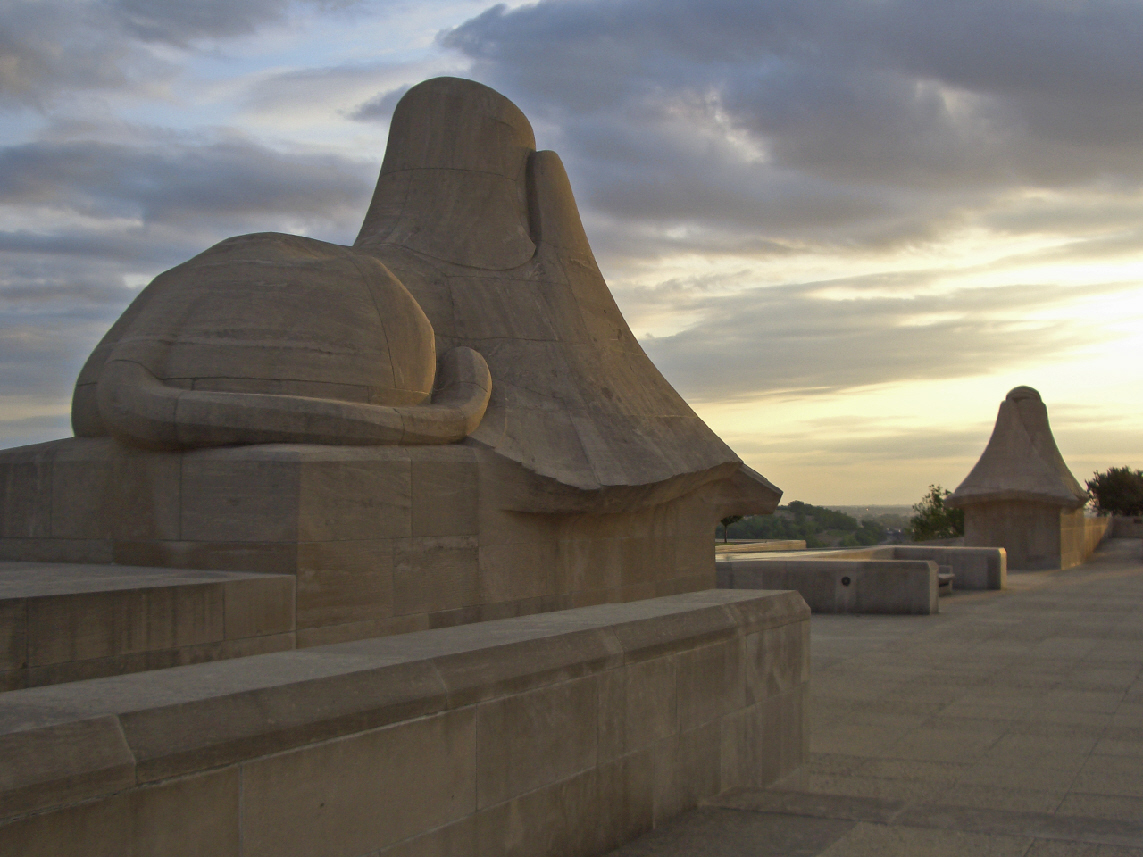
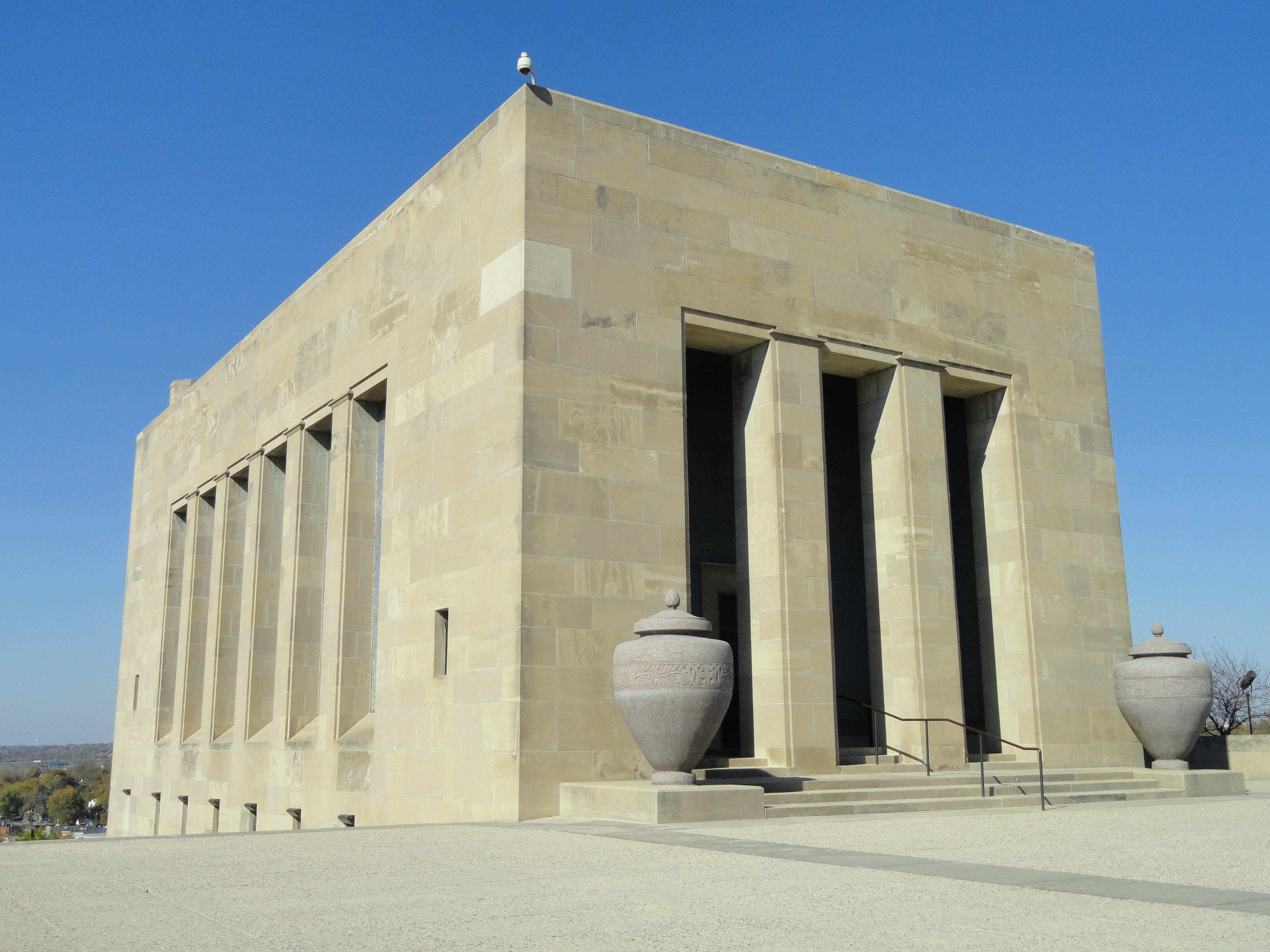

## جستارهای مربوطه
- مرکز هنرهای نمایشی کافمن